# Oberscharführer
 (décembre 2023).
Si vous disposez d'ouvrages ou d'articles de référence ou si vous connaissez des sites web de qualité traitant du thème abordé ici, merci de compléter l'article en donnant les références utiles à sa vérifiabilité et en les liant à la section « Notes et références ».

Pattes de collet de SS-Oberscharführer.

Oberscharführer (abréviation Oscha) est un grade au sein des SA (SturmAbteilung : section d'assaut) dès 1925  puis repris dans la Schutzstaffel (SS) ou « escouade de sécurité », qui était l'organisation armée du parti nazi ; pour la SS, le grade apparaît à compter de 1932 .
Il est créé à la suite de l'augmentation du nombre d'Allemands puis d'Autrichiens qui deviennent membres de la SA puis de la SS.

## Équivalence
- Wehrmacht : Feldwebel
- Police allemande : Polizei Meister